# 사이티딘 삼인산
사이티딘 삼인산(영어: cytidine triphosphate, CTP)은 피리미딘 뉴클레오사이드 삼인산의 한 종류이다. 아데노신 삼인산(ATP)과 마찬가지로 사이티딘 삼인산은 5탄당인 리보스와 3개의 인산으로 구성되어 있다. 사이티딘 삼인산과 아데노신 삼인산의 주요 차이점은 핵염기로 사이티딘 삼인산은 사이토신을 가지고 있고, 아데노신 삼인산은 아데닌을 가지고 있다는 점이다.
사이티딘 삼인산은 RNA 합성에서의 기질이다. 
사이티딘 삼인산은 아데노신 삼인산과 유사한 고에너지 분자이지만, 에너지 커플러(coupler)로서의 역할은 대사 반응의 훨씬 작은 부분으로 제한된다. 사이티딘 삼인산은 글리세로인지질의 합성 및 단백질의 글리코실화와 같은 대사 반응의 조효소이다.
사이티딘 삼인산은 피리미딘 생합성에 사용되는 아스파르트산 카르바모일전이효소의 저해제 역할을 한다.

## 같이 보기
- CTP 합성효소
- 사이토신
- 사이티딘
- 사이티딘 일인산 (CMP)
- 사이티딘 이인산 (CDP)
- 피리미딘 대사